# Alexander Gottlieb von Seydlitz
Alexander Gottlieb Freiherr von Seydlitz (* 1700 in der Neumark; † 2. Mai 1782 in Greifenberg) war ein preußischer Generalmajor und Chef des Husarenregiments Nr. 8.

## Leben

### Herkunft
Er stammte aus der uradligen Familie von Seydlitz. Sein Vater war Major im Grenadierregiment „Schulenburg“.

### Militärkarriere
Seydlitz kam um 1724 in die Preußische Armee, kämpfte in den Schlesischen Kriegen und war im September 1746 Oberstleutnant im Husarenregiment „Natzmer“, als er vom preußischen König Friedrich II. einen kostbaren türkischen Säbel erhielt. In diesem Regiment diente auch ein Verwandter, der spätere General Friedrich Wilhelm von Seydlitz, als Eskadronchef. Im September 1747 wurde er Oberst und Chef des Husarenregiments „Hallasz“. Er machte noch den Beginn des Siebenjährigen Krieges mit, bat aber im Januar 1758 um seinen Abschied wegen permanenter Rückenschmerzen. Stattdessen wurde er im April 1758 zum Generalmajor befördert.
Im März 1759 erhielt er aber dennoch seine Entlassung mit einer Pension von 500 Talern. Er zog nach Greifenberg, wo er 1782 starb.